# Irene Mambilima
Irene Chirwa Mambilima, née le 31 mars 1952 et morte le 20 juin 2021 au Caire, est une magistrate zambienne, présidente de la Cour suprême de ce pays, et en fonction depuis 2015, jusqu'à sa mort, à la tête de cette instance. Mais elle s’est fait connaître précédemment en tant que présidente de la Commission électorale de Zambie (ECZ), notamment sur des élections présidentielles ou parlementaires entre 2006 et 2015, se montrant peu sensible aux pressions extérieures, vigilante au maintien d’un État de droit et tentant de rassurer les électeurs sur la régularité des élections. Le contexte était d’autant plus difficile que les résultats étaient serrées, avec, en 2011, une alternance politique.

## Biographie

### Enfance, formation et débuts
Irene Mambilima nait le 31 mars 1952 à Chiwoko Village (Chipata). Elle effectue des études supérieures en droit en Zambie puis à Londres. Elle est ainsi titulaire d'une licence en droit (LL.B.) de l'université de Zambie, d'un diplôme de troisième cycle en pratique du droit du Law Practice Institute (aujourd'hui connu sous le nom de Zambia Institute of Advanced Legal Education (ZIALE)) et, en 1990, d'une maîtrise en droit (LL.M.) de l'École des études orientales et africaines de l'université de Londres.

### Carrière
Elle est admise au barreau zambien en 1977 et, la même année, est nommée avocat d'État auprès du cabinet du procureur général. Elle gravit ensuite les échelons, occupant divers postes, notamment ceux de directrice de l'aide juridique et de juge de la Haute Cour. En 2002, elle a été élevée au rang de juge à la Cour suprême de Zambie, la plus haute instance dans le système juridique de ce pays. Puis elle devient adjointe du président de la Cour Suprême.
Elle est choisie pour présider la Commission électorale de Zambie à plusieurs reprises, lors de scrutins majeurs (elle est alors mise en disponibilité de la Cour suprême pour se consacrer à ce rôle sensible). À ce titre, elle a présidé les élections présidentielles et parlementaires de 2006 et 2011,, en Zambie, ainsi que l'élection présidentielle partielle de janvier 2015. L’élection de 2011 est caractérisée par une alternance au pouvoir. Lors de chaque scrutin, les perdants ont mis en cause la sincérité du dépouillement et accusés leurs adversaires de fraude, des propos générant des réactions de violences dans le pays. Elle a répondu en appelant au calme et à une couverture médiatique équilibrée, en garantissant les résultats des dépouillements sur la base des observations de sa commission ou d’observateurs étrangers, et en proclamant elle-même les résultats (s’insurgeant d’une proclamation anticipée de résultats par certains candidats),.
Elle a fait partie de plusieurs missions d'observation électorale dans d’autres pays, notamment au Liberia, au Kenya, au Mozambique et aux Seychelles. Elle a également été juge de session à la Cour suprême de Gambie.
Elle siège au conseil d'administration international de l'Association internationale des femmes juges (AIFJ) en tant que directrice de la région Afrique. Elle est également membre de plusieurs associations professionnelles, notamment l'Association des femmes juges de Zambie, le Conseil du comité de rédaction de Law Reporting, le Fonds pour l'enfance (Zambie), Women in Law Southern Africa et le Conseil de l'Institution de l'enseignement juridique supérieur.
En tant que membre de la Cour suprême, elle gère des  mises en accusation de corruption et d'abus de pouvoir de hauts responsables, concluant dans certains cas à des infractions. La nomination de Mambilima au poste de présidente de la Cour suprême de Zambie a été ratifiée à l'unanimité par le Parlement zambien en février 2015, faisant d'elle la première femme présidente de la Cour suprême du pays. Elle y défend l’indépendance du pouvoir judiciaire en Zambie. Pour autant, elle est critiquée pour son intransigeance et quelquefois ses décisions brutales et contestables pour certains, comme lorsqu’elle interdit à un avocat bien connu, John Sangwa, de se produire devant un tribunal, pour avoir mis en cause un juge en défendant un homme d’affaires. L’Association du barreau américain (ABA) écrit ainsi que la suspension de John Sangwa, sans audience, soulève de sérieuses inquiétudes quant à la régularité de la procédure et à la liberté d'expression. Le rapporteur spécial des Nations unies sur l'indépendance des juges et des avocats, Diego García-Sayán, et le Réseau des défenseurs des droits de l'homme d'Afrique australe (Southern African Human Rights Defenders Network ou SAHRDN) se sont dits également préoccupés et ont réaffirmé la nécessité d’une indépendance des avocats face aux magistrats.Le 10 juin 2021, Mambilima se rend en Égypte pour des raisons officielles et tombe malade. Elle meurt dans un hôpital privé du Caire le 20 juin,.